# Adriano Olivetti
Pour les articles homonymes, voir Olivetti (homonymie).
Adriano Olivetti (Ivrée, 11 avril 1901 – Aigle, 27 février 1960) est un entrepreneur, ingénieur et homme politique italien. Il est le fils de Camillo Olivetti. Il est l'une des grandes personnalités italiennes de l'après-guerre.

## Biographie

### La formation

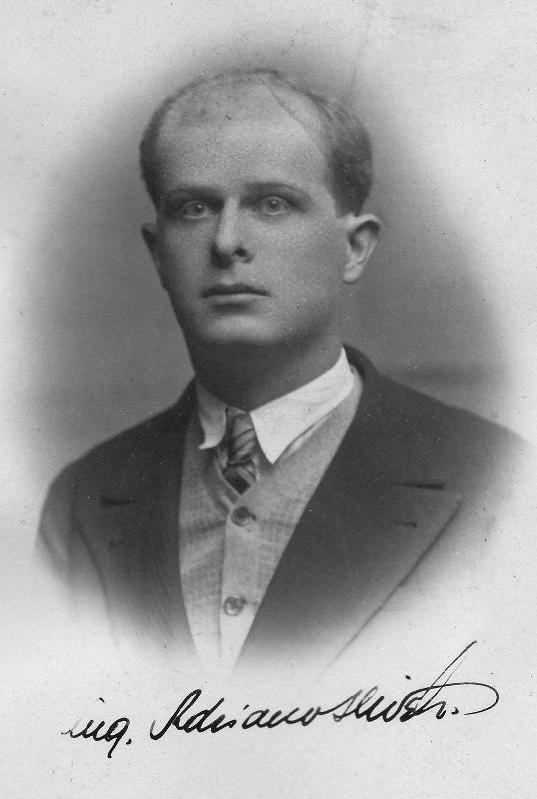
Adriano Olivetti en 1925.

Adriano Olivetti est né dans les environs d'Ivrée le 11 avril 1901, d'un père juif (Camillo) et d'une mère vaudoise (Luisa). En 1924 il obtient un diplôme en génie chimique à l'École polytechnique de Turin. Il fait ensuite un séjour aux États-Unis au cours duquel il peut se familiariser avec les pratiques rationnelles de l'organisation scientifique du travail. En 1926, il est employé dans l'usine de son père où, selon la volonté de ce dernier, il fait ses débuts comme ouvrier. Il devient directeur de la société Olivetti en 1933 et président en 1938.

### L'engagement politique
Il s'oppose au régime fasciste en militant activement. Il participe, avec Carlo Rosselli, Ferruccio Parri, Sandro Pertini et quelques autres, à la libération de Filippo Turati. Durant ces années de conflits belliqueux, au cours desquels un mandat d'arrêt pour activités subversives est émis contre lui, Olivetti doit se réfugier en Suisse. De retour chez lui après la chute du régime fasciste, il reprend les rênes de l'entreprise.

### La direction d'Olivetti et l'activité politique
Ses capacités de gestionnaire font de la société Olivetti la première entreprise mondiale dans le secteur des produits de bureaux. La recherche et l'expérimentation sont pour lui une priorité. Il cherche à harmoniser le développement industriel avec le respect des droits de la personne et avec la démocratie participative, tant à l'extérieur qu'au sein de l'entreprise. En 1945 il publie L'ordine politico della communità (L'organisation politique de la communauté) qui est la base théorique de sa conception d'un État fédéraliste qui, selon sa vision, doit se baser sur la communauté, c'est-à-dire l'unité territoriale culturellement homogène et économiquement autonome.
En 1948 il crée à Turin un groupe baptisé Movimento Comunità (Mouvement Communauté) et il s'emploie à la réalisation de son idéal de communauté, dans la région Turinoise. Le mouvement, qui tente de réunir sous un même drapeau les groupes socialistes et libéraux, prend une certaine importance dans l'Italie des années 1950, tant du point de vue de la culture économique que de la culture sociale et politique. Grâce au soutien des entreprises importantes et de son idéal communautaire, Ivrée devient dans les années 1950 un pôle important pour une grande quantité d'intellectuels qui œuvrent dans diverses disciplines (certains dans les entreprises, d'autres l'intérieur du Mouvement Communauté), permettant au projet de devenir une synthèse entre la culture techno-scientifique et la culture humaniste.
Olivetti est maire de Ivrée de 1956 à 1958 et il est élu député, en tant que représentant du Mouvement Communauté. Spécialiste d'urbanisme, il dirige le plan d'urbanisation de la Vallée d'Aoste et il est aussi président de l'institut national italien d'urbanisme. En 1958, il fonde l’International Review of Community Development avec le sociologue Albert Meister.
Le 27 février 1960, il meurt soudainement lors d'un voyage en train de Milan à Lausanne. Au moment de son décès, la société créée par son père et développée par tous les deux occupe une place importante sur tous les marchés internationaux majeurs, avec environ 36 000 employés, dont plus de la moitié hors de la péninsule.

## Publications
- (it) Adriano Olivetti, L’ordine politico delle Comunità. Le garanzie di libertà in uno Stato socialista, Ivrea, Nuove Edizioni Ivrea, 1945.
- (it) Adriano Olivetti, L’ordine politico delle Comunità dello Stato secondo le leggi dello spirito, Rom, Edizioni di Comunità, 1946.
- (it) Adriano Olivetti, Società, Stato, Comunità. Per una economia e politica comunitaria, Milan, Edizioni di Comunità, 1952.
- (it) Adriano Olivetti, Città dell’uomo, Milan, Edizioni di Comunità, 1959.
- (it) Adriano Olivetti, L’ordine politico delle Comunità. Le garanzie di libertà in uno stato socialista, Renzo Zorzi, Milan, Edizioni di Comunità, 1970.